# Dream Chaser
Dream Chaser este un avion spațial american reutilizabil, dezvoltat de Sierra Space. Conceput inițial ca vehicul cu echipaj, sistemul spațial Dream Chaser va fi produs după ce varianta de transport de marfă Dream Chaser Cargo System va fi operațională. Varianta cu echipaj este planificată să transporte până la șapte persoane și încărcături pe și de pe orbita joasă a Pământului.
Cargoul Dream Chaser este conceput pentru a realimenta Stația Spațială Internațională atât cu încărcături presurizate, cât și cu încărcături nepresurizate. Acesta este destinat să fie lansat pe verticală cu racheta Vulcan Centaur și să aterizeze în mod autonom pe orizontală pe piste convenționale. O versiune propusă pentru a fi operată de ESA ar urma să fie lansată cu un vehicul Arianespace.

## Vezi și
- Boeing X-37
- CST-100
- Dragon (navă spațială)
- Dragon V2
- Orion (navă spațială)
- Space Shuttle